# Dunham
Pour les articles homonymes, voir Dunham (homonymie).
Dunham est une ville située dans la municipalité régionale de comté de Brome-Missisquoi, dans la région touristique des Cantons-de-l'Est et dans la région administrative de l'Estrie, au Québec, au Canada.
La ville de Dunham possède pour seule institution scolaire l’école primaire de la Clé-des-Champs qui se trouve sur le territoire du Centre des Service scolaires du Val-Des-Cerfs  .

## Histoire

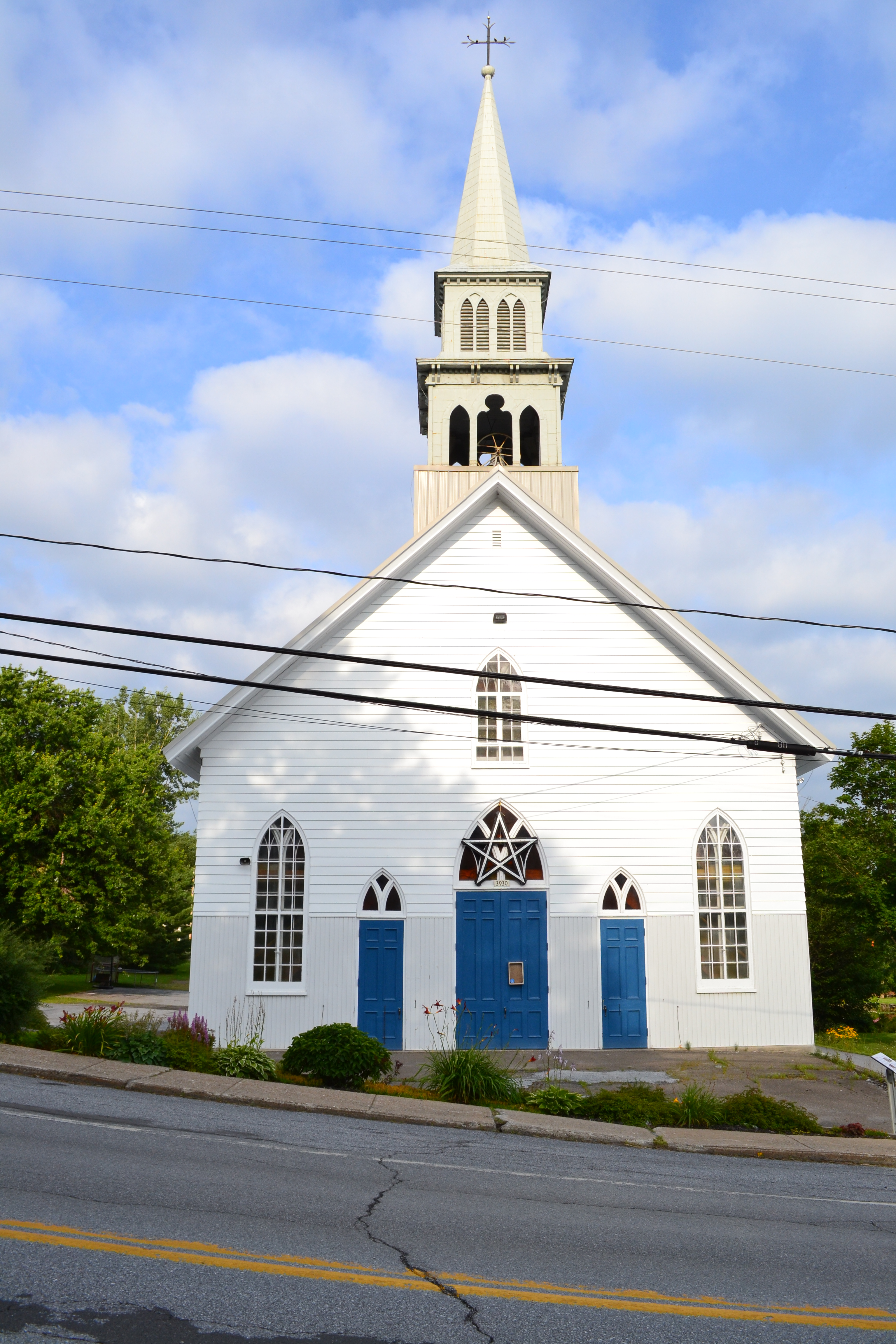
Église Sainte-Croix.

En 1796, le canton de Dunham fut le premier des cantons à être érigé dans le Bas-Canada par un groupe de loyalistes dont le représentant attitré était Thomas Dunn, en l'honneur duquel la municipalité porte le nom de Dunham. Comme Dunn était d'ascendance irlandaise, on retrouve les trèfles dans les armoiries de la ville. Le canton fut officiellement incorporé en 1858 alors que le village le fut en 1867. Le 25 septembre 1971, Dunham devient ville par la fusion du canton et du village.
C'est à Dunham, importante région viticole, qu'est apparu le tout premier vignoble commercial du Québec : le Domaine des Côtes d'Ardoises . Un circuit touristique appelé la « Route des vins » passe par Dunham. D'ailleurs, les huit vignobles de la ville en font partie : L'Orpailleur, le Domaine des Côtes d'Ardoises, le vignoble Du Ruisseau, les Trois Clochers, Galiano, Union Libre et Val Caudalie .
L'église Sainte-Croix, présentée si-haut, est la seule église catholique de la ville. Elle a été construite en 1875 et elle témoigne de l'importance qu'accordaient les citoyens à la langue française et à la religion Catholique . 
L'église Dunham United, quant à elle, était un lieu de culte réservé à la pratique de la religion protestante . Depuis plusieurs années, elle a été vendue et sert maintenant d'espace évènementiel.   
La troisième et dernière église de la ville est la All Saints Anglican Church qui, comme son nom le dit, est un lieu de culte réservé à la religion Anglicane.   
Le vidéoclip de la chanson Hello d'Adele, réalisé par Xavier Dolan, a été tourné en 2015 à Dunham.
La ville est riche en produits du terroir. Le Terroir de Dunham et les Jardins du Pied de Céleri sont deux endroits où on cultive les fruits et légumes saisonniers . 

## Toponymie
Son nom rappelle Thomas Dunn.

## Géographie
La ville de Dunham est d’une superficie de 195,18 kilomètres carrés . Au sud du territoire de la ville se trouve le lac Selby. Avec une longueur de deux kilomètres et une largeur de 800 mètres, ce lac se déverse dans la rivière aux Brochets qui, à son tour, se déverse dans la baie Missisquoi .
Avec sa situation géographique particulière, la ville de Dunham fait partie d'une région ayant des ressources en eau limitées . 

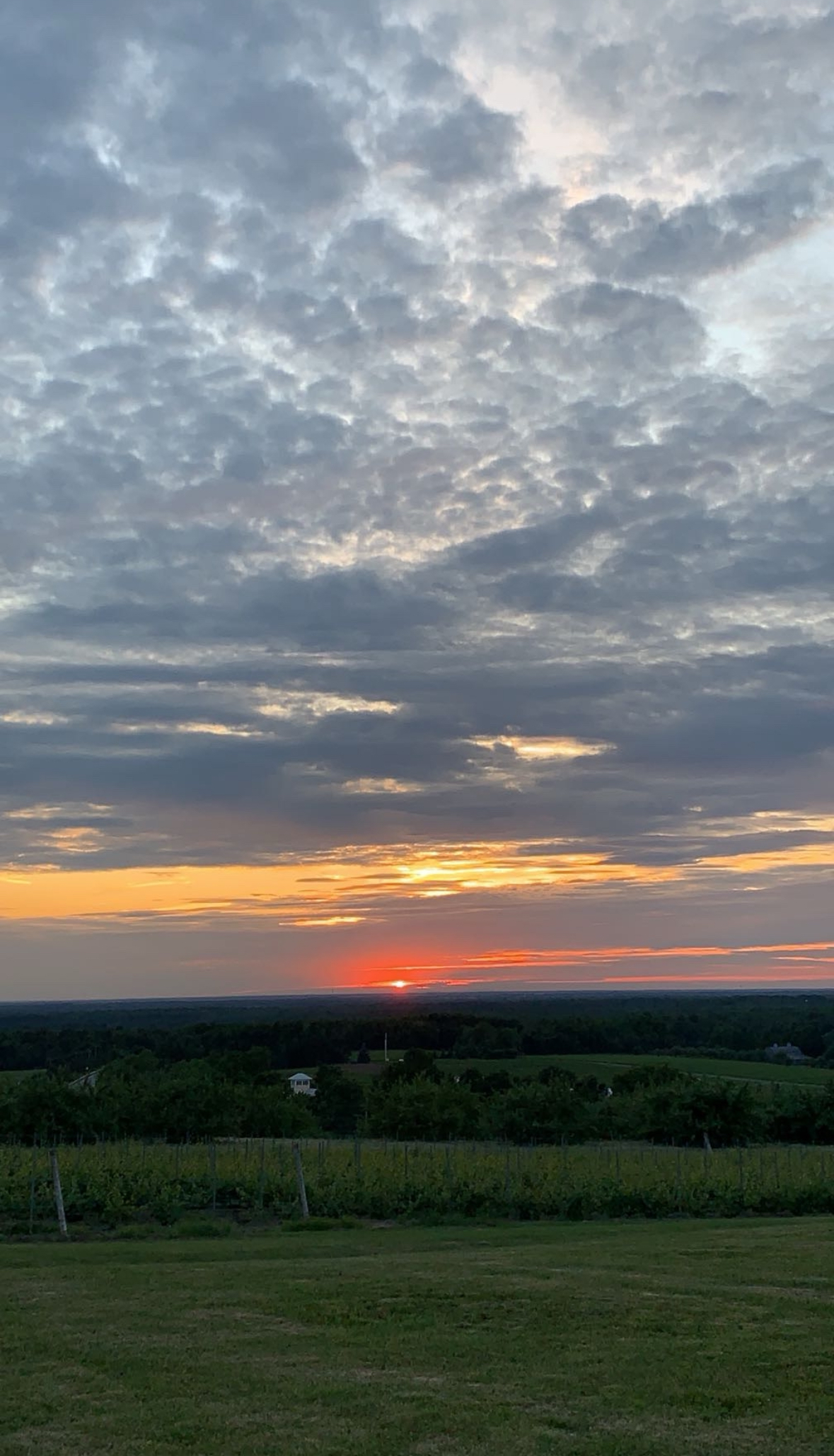
Coucher de Soleil, champs du vignoble de l'Union Libre

## Démographie
| 1991  | 1996  | 2001  | 2006  | 2011  | 2016  | 2021  |
| ----- | ----- | ----- | ----- | ----- | ----- | ----- |
| 3 226 | 3 370 | 3 215 | 3 396 | 3 471 | 3 432 | 3 599 |

## Administration
Les élections municipales se font en bloc et suivant un découpage de six districts.
| Dunham Maires depuis 2005                                                                                            |                 |         |          |
| Élection | Maire           | Qualité | Résultat |
| 2005 | Marcel Poirier  |         | Voir     |
| 2009 | Jean-Guy Demers |         | Voir     |
| 2013 | Patrick Janecek |         | Voir     |
| 2017 | Patrick Janecek | Voir    |          |
| 2021 | Patrick Janecek | Voir    |          |
| Élection partielle en italique Depuis 2005, les élections sont simultanées dans toutes les municipalités québécoises |                 |         |          |

## Activités
- Cyclisme
- Vignobles (Vignoble de L'Orpailleur; Vignoble les Côtes d'ardoise)
- Cinéma en plein air
- Vergers
- Ski de fond (sentiers derrière l'hôtel de ville)
- Lac Selby
- Gastronomie

Mis à part les vignobles qui constituent les principaux attraits touristiques, la Brasserie Dunham est un incontournable pour les adeptes de bière artisanale .
Il est aussi possible d'assister à des vernissages d'œuvres d'art dans la salle d'exposition de la bibliothèque municipale .
Lors de la première fin de semaine du mois de juin, le festival Clé des champs se déroule sur la rue principale. L'événement regroupe environ 70 exposants, producteurs et artisans. Un spectacle musical est aussi présenté durant l’événement. En 2017, l’événement a comptabilisé 16 000 visiteurs. En 2018, la Ville avait un budget d'environ 20 000$ pour l'événement. Destination Dunham est le nom de la vitrine touristique et commerciale de la Ville. Les touristes peuvent suivre les pages Facebook et Instagram de l’organisation pour connaitre les commerçants et producteurs de la région . 
Vous pouvez également participer aux vendanges, processus de récolte du raisin, dans plusieurs vignobles de la région, dont un qui se situe au coeur du village de Dunham : Union Libre . 